# Jesús Lucendo
Jesús Julian Lucendo Heredia (Pedro Muñoz, Spanje, 19 april 1970) is een Andorrees voormalig voetballer en huidig voetbaltrainer. Van 2006 tot 2010 was hij werkzaam als coach bij FC Rànger's. Daarna ging hij aan de slag bij de jeugd van Andorra, eerst de onder 17, vervolgens de onder 19 en ten slotte de onder 21.

## Clubvoetbal
Op elfjarige leeftijd kwam Lucendo in de jeugdopleiding van FC Barcelona. Op 2 september 1989 liet trainer Johan Cruijff Lucendo debuteren in het eerste elftal. In de eerste wedstrijd in de Primera División van het seizoen 1989/1990 tegen Real Valladolid startte de middenvelder in de basis. Het zou de enige wedstrijd voor Lucendo zijn in het eerste elftal van Barça. In 1990 vertrok hij bij FC Barcelona en speelde in Spanje nog voor FC Cartagena en CF Tremp en in Andorra voor FC Andorra en FC Santa Coloma.

## Nationaal elftal
Lucendo speelde tevens voor het Andorrees nationaal elftal. In de kwalificatie voor het EK 2000 in Nederland en België maakte hij tegen Armenië het eerste officiële doelpunt in de geschiedenis van het Andorrees nationaal elftal. Op 10 september 2004 speelde Lucendo tegen Bulgarije zijn laatste interland en tevens de laatste wedstrijd van zijn loopbaan.